# Calvinismo africâner

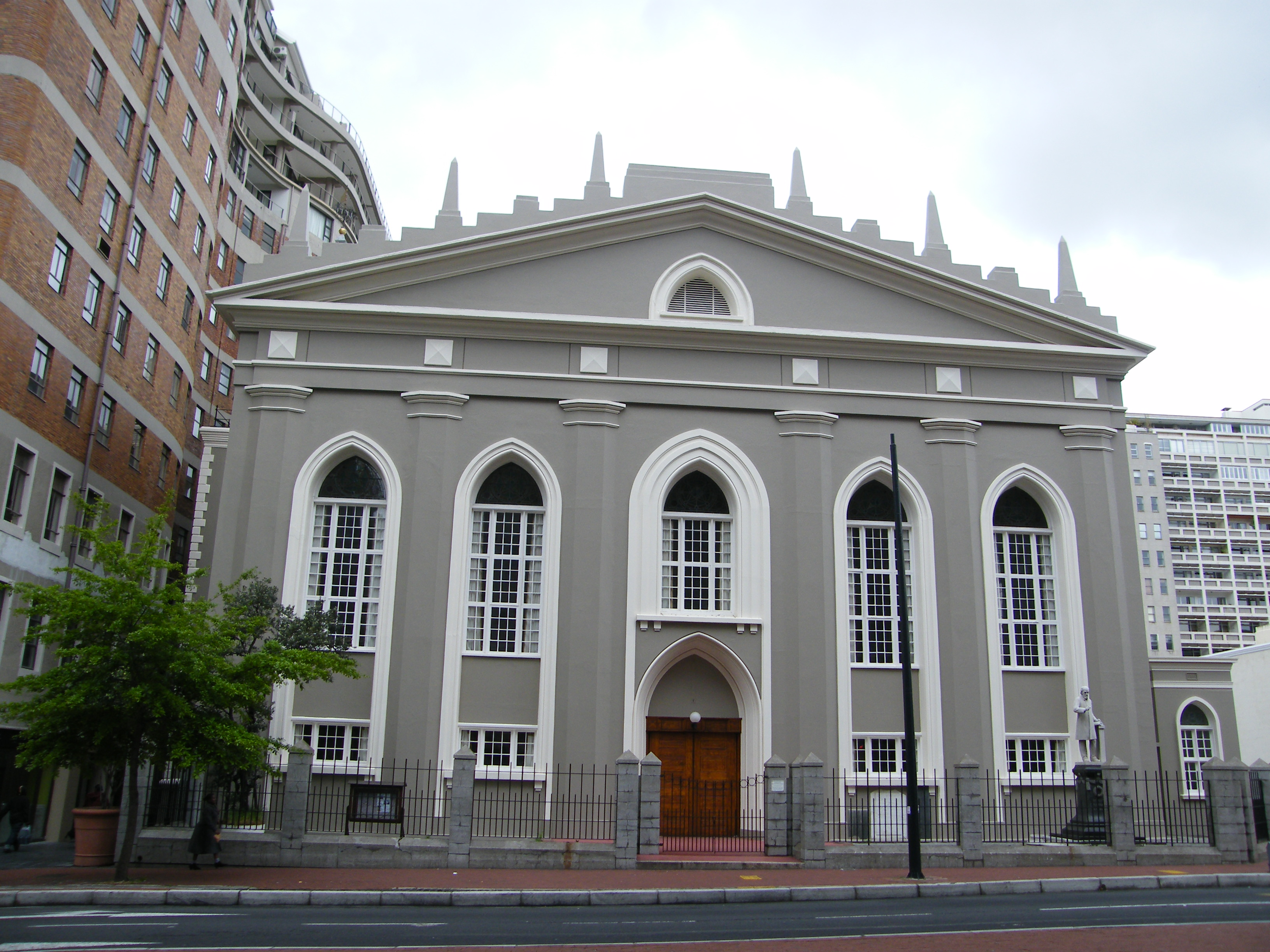
Groote Kerk, Cidade do Cabo

O calvinismo africâner foi a ramificação do calvinismo neerlandês na África do Sul.
Foi implantado por imigrantes neerlandeses na África do Sul e apoiado pelo governo branco do apartheid e pelos ingleses. Além disso, encontrou campo para desenvolvimento junto aos imigrantes huguenotes franceses que haviam se estabelecido na região do Cabo.